# 1540-е

## Догађаји и трендови
- 1540 — рођен је сер Френсис Дрејк, енглески редов, навигатор, вицеадмирал, поморски јунак, политичар и грађевински инжењер у елизабетанском добу.
- 1540 — рођен је Руј Лопез де Сегура, познати шпански шахиста, свештеник, а касније и бискуп у Сегури.
- 1540 — 3. јуна рођен је Карл II Штајерски, аустријски надвојвода који је владао делом Аустрије у 16. вијеку.
- 1540 — 22. јула умро је Јован I Запоља, ердељски војвода и кнез, а после и краљ, јужног дијела, Угарске такозване Османлијске Угарске (1527—1540).
- 1540 — након смрти Јована Запоље, Османлије анектирају Угарску.
- 1540 — умро је Преподобни Данило Перејаславски, хришћански светитељ.
- 1541 — 26. јуна умро је Франсиско Пизаро, шпански конкистадор, освајач Царства Инка и оснивач града Лиме.
- 1541 — Османлије су заузели Апатин.
- 1541 — 29. августа Османлије освајају Будим.
- 1541 — основан је Будимски пашалук.
- 1541 — у османлијским пљачкашким походима разорен је Пачир.
- 1541 — Ернандо де Сото је постао први Европљанин који је дошао до ријеке Мисисипи.
- 1541 — ријеку Амазон је открио шпански истраживач и конкистадор Франсиско де Орељана.
- 1542 — дошло је до првог контакта између Европљана и Јапанаца. Први Европљани који су посјетили Јапан били су Португалци.
- 1542 — 5. фебруара основана је Гвадалахара у Мексику.
- 1542 — 12. фебруара основан је Сантијаго де Чиле.
- 1542 — 13. фебруара погубљена је Катарина Хауард, пета жена енглеског краља Хенрија VIII.
- 1542 — 21. маја умро је Ернандо де Сото, шпански морепловац, истраживач и конкистадор, као и први Европљанин који је дошао до ријеке Мисисипи.
- 1542 — 24. јуна рођен је Иван од Крижа, католички светитељ.
- 1542 — 15. октобра рођен је Џалалудин Мухамад Ахбар, могулски владар који се сматра једним од највећих владара у историји Индије. Након доласка на престо 1556. године започео је серију успешних освајачких похода које су Могулско царство прошириле на већи део Индије. Иако неписмен, био је познат по подстицању науке и уметности, а посебно је настојао да установи верску толеранцију међу својим поданицима.
- 1542 — 8. децембра рођена је Мери Стјуарт, шкотска краљица од 1560. и француска краљица, као супруга француског краља Франсоа II. Због прокатоличке политике приморана је да абдицира 1567. и да се склони у Енглеску, где је доспела у затвор и после 18 година заточеништва погубљена под оптужбом да је припремала заверу против енглеске краљице Елизабете I.
- 1542 — Османлије су заузели Суботицу.
- 1542 — Бачка долази под османлијску власт.
- 1542 — велики је земљотрес погодио Сицилију.
- 1542 — Шпанци предвођени Франсиском де Монтејом су древни град Маја Т'хо преименовали у Мерида.
- 1543 — умро је свети Стефан Штиљановић, последњи паштровски кнез, добротвор и српски светитељ.
- 1543 — Османлије су заузели Сегедин.
- 1543 — Шпанци су први Европљани који долазе до острва Палау.
- 1543 — Шпанац Руз Лопез де Вилалобос је открио острво Самар на Филипинима.
- 1543 — након почетних неуспјеха заједничке снаге Етиопије и Португалије су побиједиле муслиманску војску под вођством Ахмада Грана, чиме је хришћанска Етиопија сачувала независност.
- 1543 — 13. децембра папа Павле III је отворио је Тридентски сабор који је требало да ријеши спорна вјерска питања.
- 1544 — 19. јануара рођен је Франсоа II од Француске, краљ Француске од јула 1559. до своје смрти децембра 1560.
- 1544 — рођен је Ђорђе Баста, генерал хабзбуршких снага, албанског порекла.
- 1544 — Шпанци оснивају Валпараисо у данашњем Чилеу.
- 1544 — Лоренсо Маркеш први истражује залив Мапуто.
- 1544 — Горњи дом Енглеског парламента је добио назив Дом лордова.
- 1545 — Мехмед паша Соколовић године постаје заповедних Османске флоте.
- 1545 — превод црквених химни је први текст написан на литванском језику.
- 1546 — 28. јануара умро је Хенри VIII Тјудор, краљ Енглеске и Ирске.
- 1546 — 28. јануара Едвард VI је након смрти оца Хенрија VIII постао краљ Енглеске и Ирске.
- 1546 — 18. фебруара умро је Мартин Лутер, њемачки реформатор.
- 1546 — 4. јула рођен је Мурат III, турски султан.
- 1546 — 4. јула умро је Хајрудин Барбароса, један од најпознатијих турских гусара и адмирала, прави поморски геније који је доминирао читавим Медитераном позног среднњег вијека.
- 1546 — умро је Франсиско де Орељана, шпански морепловац, истраживач и конкистадор. У историји је упамћен као човек који је открио реку Амазон.
- 1546 — умрла је Јелена Штиљановић, српска кнегиња и светитељка.
- 1546 — основан је Љубим, град у Јарославској области у Русији.
- 1546 — основан је Аугустов, град у сјеверозападној Пољској.
- 1546 — Шпанци су заузели већину Јукатана, сем подручја Петен и гватемалских планина.
- 1547 — 27. јануара умрла је Ана Јагелонска, краљица Бохемије и Угарске.
- 1547 — 31. марта умро је Франсоа I од Француске, први француски краљ ренесансе.
- 1547 — 2. децембра умро је Ернан Кортес, шпански пустолов и конкистадор који је освојио државу Астека.
- 1548 — 26. фебруара је Пири Рајс, Португалац у служби Отоманског царства заузео град Аден.
- 1548 — 5. септембра умрла је Катарина Пар, шеста жена Хенрија VIII.
- 1548 — основан је Ла Паз.
- 1549 — 15. августа на острво Кјушу се искрцава језуитски свештеник Франсис Ксавиер и почиње покрштавање Јапанаца.[1]
- 1549 — 21. децембра умрла је Маргарита од Наваре, принцеза орлеанске гране француске династије Капет.
- 1549 — први помен села Чента.

## Наука
- 1540 — 5. августа рођен је Јосиф Јустус Скалигер, француски историчар.
- 1540 — рођен је Франсоа Вијет, француски математичар.
- 1540 — 28. јануара рођен је Лудолф ван Цојлен, холандски математичар њемачког порекла.
- 1541 — 24. септембра умро је Парацелзус, алхемичар, физичар, астролог и окултст.
- 1543 — 24. маја умро је Никола Коперник, пољско-њемачки астроном, први научник који је формулисао хелиоцентричну теорију свемирских тијела.
- 1544 — 24. маја рођен је Вилијам Гилберт, енглески лекар и физичар.
- 1546 — 14. децембра рођен је Тихо Брахе, дански астроном.
- 1548 — 14. децембра рођен је Ђордано Бруно, италијански филозоф, астроном, и окултист погубљен као јеретик, јер су његове идеје биле у супротности за доктрином католичке цркве.

## Култура
- 1540 — умро је Бартел Бехам, њемачки бакрописац, сликар и цртач.
- 1540 — 24. августа умро је Ђироламо Франческо Марија Мацола, италијански сликар и бакрорезац, најзначајнији представник маниризма у горњој Италији.
- 1541 — рођен је Ел Греко, сликар, вајар и архитекта шпанске ренесансе.
- 1543 — умро је Ханс Холбајн Млађи, њемачки сликар, који је стварао у Базелу, а касније у Енглеској на двору Хенрија VIII. Припадао је међу познатије ренесансне сликаре и био веома славан у свом времену.
- 1544 — 11. марта рођен је Торквато Тасо, италијански песник и аутор чувеног епа Ослобођени Јерусалим које се сматра једним од најрепрезентативнијих дела италијанске књижевности.
- 1545 — умро је Ханс Балдуинг, њемачки ренесансни сликар, цртач и графичар, пријатељ и вероватно ученик Албрехта Дирера.
- 1547 — рођен је Јуриј Далматин, словеначки протестантски писац.
- 1547 — 29. септембра рођен је Мигел де Сервантес, шпански песник, драматург и изнад свега прозни писац. Сматра се једном од највећих фигура шпанске књижевности.

### Архитектура
- 1545 — почела је градња манастира Мале Ремете.
- 1548 — завршила се градња манастира Мале Ремете.
- 1549 — у Призрену је саграђена Бајракли (Мехмед-пашина) џамија.